# Drilonius nyx
Drilonius nyx – gatunek chrząszcza z rodziny Omethidae i podrodziny Driloniinae.

## Taksonomia
Gatunek ten opisany został po raz pierwszy w 2014 roku przez Siergieja Kazancewa. Opisu dokonano na podstawie kilkudziesięciu okazów. Jako miejsce typowe wskazano górę Phou Pan w prowincji Houaphan w Laosie. Epitet gatunkowy pochodzi od Nyks, greckiej bogini ciemności, nawiązując do ubarwienia owada.

## Morfologia
Chrząszcz o wydłużonym ciele długości od 5,7 do 7,4 mm i szerokości od 1,4 do 2 mm. Ubarwienie ma ciemnobrązowe do czarnego. Głowa zaopatrzona jest w małe oczy złożone i piłkowane czułki sięgające ku tyłowi do 3/5 długości pokryw. Przedplecze jest półtora raza szersze niż dłuższe, o brzegach przednim i tylnym szeroko wypukłych, a tylnych kątach stępionych. Tarczka jest wydłużona, o równoległych bokach i z wąskim wcięciem na wierzchołku. Pokrywy są 3,2 raza dłuższe niż w barkach szerokie, po bokach słabo wklęśnięte. Każda pokrywa ma cztery sięgające szczytu żeberka podłużne, pomiędzy którymi występują poprzecznie prostokątne komórki. Genitalia samca mają wydłużone i zakrzywione odsiebnie paramery, zaopatrzone w jedno pasmo  pędzelków, zaostrzone w częściach odsiebnych laterofizy oraz wyposażony w krótkie i szerokie wcięcie płat brzuszny.

## Rozprzestrzenienie
Owad orientalny, znany tylko z lokalizacji typowej w północnym Laosie. Spotykany na wysokości między 1300 a 1900 m n.p.m.